# Francuski jedwab
Francuski jedwab – powieść Sandry Brown łącząca w sobie cechy romansu i powieści kryminalnej. Powieść opublikowana została w 1992 roku i stała się bestsellerem New York Timesa.

## Fabuła
Źródło: 
Akcja toczy się w Nowym Orleanie. Rudowłosa Claire Laurent, jest właścicielką firmy Francuski Jedwab, projektującej i szyjącej damską bieliznę. Kiedy dochodzi do zabójstwa fanatycznego kaznodziei, zwalczającego wszelkie przejawy erotyzmu w życiu publicznym, Claire staje się podejrzaną.
Prowadzący śledztwo młody asystent prokuratora podejmuje śledztwa. Sytuacja komplikuje się, kiedy śledczy wikła się w romans z Claire.